# Tornei di tennis maschili nel 1924
Prima della nascita della cosiddetta "Era Open" del tennis, ossia l'apertura ai tennisti professionisti dei tornei che prima di quell'anno erano riservati ai tennisti dilettanti. Nel 1924 i tornei si distinguevano in pro e amatoriali: ai primi potevano partecipare solo i giocatori professionisti, mentre ai secondi potevano partecipare solo i tennisti dilettanti. Tutti i tornei più importanti erano amatoriali tra questi c'erano i tornei del Grande Slam: gli Australian Championships, il Campionato francese di tennis, il Torneo di Wimbledon e gli U.S. National Championships.

## Calendario

### Legenda
| Tornei amatoriali       |
| Tornei professionistici |

### Gennaio
| Settimana  | Torneo                                                                           | Vincitore                                   | Finalista                        | Semifinalisti | Eliminati ai quarti |
| ---------- | -------------------------------------------------------------------------------- | ------------------------------------------- | -------------------------------- | ------------- | ------------------- |
| gennaio    | Swiss Covered Court Championships 1924 Sankt Moritz, Svizzera Singolare - Doppio | Hendrik Timmer 6-3 4-6 4-6 7-5 6-4          | Bela von Kehrling                |               |                     |
| gennaio    | Swiss Covered Court Championships 1924 Sankt Moritz, Svizzera Singolare - Doppio |                                             |                                  |               |                     |
| gennaio    | Canadian Covered Court Championships 1924 Montréal, Canada Singolare - Doppio    | Jack Wright                                 | non conosciuta (bandiera)        |               |                     |
| gennaio    | Canadian Covered Court Championships 1924 Montréal, Canada Singolare - Doppio    |                                             |                                  |               |                     |
| 7 gennaio  | Carlton Club First Meeting 1924 Cannes, Francia Singolare - Doppio               | Henry George Mayes 7-5 6-1 6-1              | Jack Montagu Hillyard            |               |                     |
| 7 gennaio  | Carlton Club First Meeting 1924 Cannes, Francia Singolare - Doppio               |                                             |                                  |               |                     |
| 26 gennaio | Australasian Championships 1924 Melbourne, Australia Erba Singolare - Doppio     | James O. Anderson 6-3 6-4 3-6 5-7 6-3       | Richard Schlesinger              |               |                     |
| 26 gennaio | Australasian Championships 1924 Melbourne, Australia Erba Singolare - Doppio     | James Anderson Norman Brookes 6-2, 6-4, 6-3 | Pat O'Hara Wood Gerald Patterson |               |                     |
| 27 gennaio | Gallia Club Championships 1924 Cannes, Francia Singolare - Doppio                | Henry George Mayes 6-2 6-2 4-6 6-3          | Leonce Aslangul                  |               |                     |
| 27 gennaio | Gallia Club Championships 1924 Cannes, Francia Singolare - Doppio                |                                             |                                  |               |                     |

### Febbraio
| Settimana   | Torneo                                                                          | Vincitore                             | Finalista             | Semifinalisti | Eliminati ai quarti |
| ----------- | ------------------------------------------------------------------------------- | ------------------------------------- | --------------------- | ------------- | ------------------- |
| 4 febbraio  | Nice First Meeting 1924 Nizza, Francia Singolare - Doppio                       | Leonce Aslangul 6-2 6-1 7-5           | Henry George Mayes    |               |                     |
| 4 febbraio  | Nice First Meeting 1924 Nizza, Francia Singolare - Doppio                       |                                       |                       |               |                     |
| 11 febbraio | Carlton Club Second Meeting 1924 Cannes, Francia Singolare - Doppio             | Henry George Mayes 6-1 6-2 6-2        | Jack Montagu Hillyard |               |                     |
| 11 febbraio | Carlton Club Second Meeting 1924 Cannes, Francia Singolare - Doppio             |                                       |                       |               |                     |
| 13 febbraio | Casino Heights Invitational 1924 New York, USA Singolare - Doppio               | Vincent Richards 10-8 7-5 4-6 5-7 6-3 | Dean Mathey           |               |                     |
| 13 febbraio | Casino Heights Invitational 1924 New York, USA Singolare - Doppio               |                                       |                       |               |                     |
| 18 febbraio | Torneo di Beaulieu 1924 Beaulieu-sur-Mer, Francia Singolare - Doppio            | Jack Montagu Hillyard 6-3 6-4 6-2     | Uberto De Morpurgo    |               |                     |
| 18 febbraio | Torneo di Beaulieu 1924 Beaulieu-sur-Mer, Francia Singolare - Doppio            |                                       |                       |               |                     |
| 23 febbraio | New South Wales Championships 1924 Sydney, Australia Singolare - Doppio         | Gerald Patterson 6-4, 7-9, 6-2, 6-0   | James Willard         |               |                     |
| 23 febbraio | New South Wales Championships 1924 Sydney, Australia Singolare - Doppio         |                                       |                       |               |                     |
| 25 febbraio | Monte Carlo Cup 1924 Monte Carlo, Monte Carlo Singolare - Doppio                | Leighton Crawford 6-4 3-6 6-2         | Leonce Aslangul       |               |                     |
| 25 febbraio | Monte Carlo Cup 1924 Monte Carlo, Monte Carlo Singolare - Doppio                |                                       |                       |               |                     |
| 25 febbraio | Buffalo Indoor 1924 Buffalo, USA Parquet indoor Singolare - Doppio              | Manuel Alonso 6-4 1-6 6-1 3-6 6-4     | Bill Tilden           |               |                     |
| 25 febbraio | Buffalo Indoor 1924 Buffalo, USA Parquet indoor Singolare - Doppio              |                                       |                       |               |                     |
| 26 febbraio | South Florida Championships 1924 Miami Beach, USA Singolare - Doppio            | George Carlton Shafer 8-6 6-4 6-1     | G. B. Pfingst         |               |                     |
| 26 febbraio | South Florida Championships 1924 Miami Beach, USA Singolare - Doppio            |                                       |                       |               |                     |
| 26 febbraio | Jamaican International Championships 1924 Kingston, Giamaica Singolare - Doppio | Vincent Richards 6-2 9-7 6-1          | Harold Throckmorton   |               |                     |
| 26 febbraio | Jamaican International Championships 1924 Kingston, Giamaica Singolare - Doppio |                                       |                       |               |                     |

### Marzo
| Settimana | Torneo                                                                            | Vincitore                              | Finalista                 | Semifinalisti | Eliminati ai quarti |
| --------- | --------------------------------------------------------------------------------- | -------------------------------------- | ------------------------- | ------------- | ------------------- |
| marzo     | South African Championships 1924 Johannesburg, Sudafrica Singolare - Doppio       | Louis Raymond 6–4, 6–0, 3–6, 6–3       | George Dodd               |               |                     |
| marzo     | South African Championships 1924 Johannesburg, Sudafrica Singolare - Doppio       |                                        |                           |               |                     |
| marzo     | New South Wales Hard Court Championships 1924 Dubbo, Australia Singolare - Doppio | James O. Anderson                      | non conosciuta (bandiera) |               |                     |
| marzo     | New South Wales Hard Court Championships 1924 Dubbo, Australia Singolare - Doppio |                                        |                           |               |                     |
| marzo     | Monte Carlo Third Meeting 1924 Monte Carlo, Monte Carlo Singolare - Doppio        | Charles Aeschliman 6-2 7-5 4-6 3-6 6-3 | Brame Hillyard            |               |                     |
| marzo     | Monte Carlo Third Meeting 1924 Monte Carlo, Monte Carlo Singolare - Doppio        |                                        |                           |               |                     |
| marzo     | Queen's Covered Court Championships 1924 Londra, Gran Bretagna Singolare - Doppio | Patrick Spence 6–2, 6–2, 4–6, 6–1      | John D. Wheatley          |               |                     |
| marzo     | Queen's Covered Court Championships 1924 Londra, Gran Bretagna Singolare - Doppio |                                        |                           |               |                     |
| 3 marzo   | French Covered Court Championships 1924 Parigi, Francia Singolare - Doppio        | Jean Borotra 6-2 9-7 5-7 6-4           | Henri Cochet              |               |                     |
| 3 marzo   | French Covered Court Championships 1924 Parigi, Francia Singolare - Doppio        | Jean Borotra René Lacoste              |                           |               |                     |
| 3 marzo   | Riviera Championships 1924 Mentone, Francia Singolare - Doppio                    | Gordon Lowe 6-3 6-1 3-6 2-6 6-2        | Uberto De Morpurgo        |               |                     |
| 3 marzo   | Riviera Championships 1924 Mentone, Francia Singolare - Doppio                    |                                        |                           |               |                     |
| 3 marzo   | Long Island Indoor 1924 Brooklyn, USA Singolare - Doppio                          | Herbert Bowman                         | Horace G. Orser           |               |                     |
| 3 marzo   | Long Island Indoor 1924 Brooklyn, USA Singolare - Doppio                          |                                        |                           |               |                     |
| 8 marzo   | Florida State Championships 1924 Palm Beach, USA Singolare - Doppio               | Vincent Richards 6-1 6-1 6-1           | Gus Feuer                 |               |                     |
| 8 marzo   | Florida State Championships 1924 Palm Beach, USA Singolare - Doppio               |                                        |                           |               |                     |
| 10 marzo  | South of France Championships 1924 Nizza, Francia Singolare - Doppio              | René Lacoste 6-1 6-0 3-6 7-9 6-3       | Jean Washer               |               |                     |
| 10 marzo  | South of France Championships 1924 Nizza, Francia Singolare - Doppio              |                                        |                           |               |                     |
| 14 marzo  | Southeastern Championships 1924 Jacksonville, USA Singolare - Doppio              | Vincent Richards 6-2 6-2 6-2           | Frank Owens               |               |                     |
| 14 marzo  | Southeastern Championships 1924 Jacksonville, USA Singolare - Doppio              |                                        |                           |               |                     |
| 17 marzo  | Côte d'Azur Championships 1924 Cannes, Francia Singolare - Doppio                 | Charles Aeschliman 6-2 6-4 6-2         | Brame Hillyard            |               |                     |
| 17 marzo  | Côte d'Azur Championships 1924 Cannes, Francia Singolare - Doppio                 |                                        |                           |               |                     |
| 22 marzo  | South Australian Championships 1924 Adelaide, Australia Singolare - Doppio        | Pat O'Hara Wood 6-3 4-6 6-1 6-4        | Gar Hone                  |               |                     |
| 22 marzo  | South Australian Championships 1924 Adelaide, Australia Singolare - Doppio        |                                        |                           |               |                     |
| 24 marzo  | Bermuda International Championships 1924 Hamilton, Bermuda Singolare - Doppio     | Herbert Bowman                         | Gerald B. Emerson         |               |                     |
| 24 marzo  | Bermuda International Championships 1924 Hamilton, Bermuda Singolare - Doppio     | Herbert Bowman Walter Merrill Hall     |                           |               |                     |
| 24 marzo  | Cannes Championships 1924 Cannes, Francia Singolare - Doppio                      | Henri Cochet 7-5 6-4 6-4               | René Lacoste              |               |                     |
| 24 marzo  | Cannes Championships 1924 Cannes, Francia Singolare - Doppio                      |                                        |                           |               |                     |

### Aprile
| Settimana | Torneo                                                                                | Vincitore                         | Finalista               | Semifinalisti | Eliminati ai quarti |
| --------- | ------------------------------------------------------------------------------------- | --------------------------------- | ----------------------- | ------------- | ------------------- |
| aprile    | German Championships 1924 Berlino, Germania Singolare - Doppio                        | Bela von Kehrling 8-6 6-1 9-7     | Louis Maria Heyden      |               |                     |
| aprile    | German Championships 1924 Berlino, Germania Singolare - Doppio                        |                                   |                         |               |                     |
| 6 aprile  | US Indoors 1924 New York, USA Singolare - Doppio                                      | Vincent Richards 8-6 6-2 3-6 6-3  | Francis Townsend Hunter |               |                     |
| 6 aprile  | US Indoors 1924 New York, USA Singolare - Doppio                                      |                                   |                         |               |                     |
| 6 aprile  | South Atlantic Championships 1924 Augusta, USA Singolare - Doppio                     | Bill Tilden 6-1 6-3 6-4           | Lawrence Rice           |               |                     |
| 6 aprile  | South Atlantic Championships 1924 Augusta, USA Singolare - Doppio                     |                                   |                         |               |                     |
| 19 aprile | North & South Championships 1924 Pinehurst, USA Singolare - Doppio                    | Samuel Howard Voshell 6-3 6-3 6-2 | George Carlton Shafer   |               |                     |
| 19 aprile | North & South Championships 1924 Pinehurst, USA Singolare - Doppio                    |                                   |                         |               |                     |
| 21 aprile | Roehampton Hard Court Championships 1924 Roehampton, Gran Bretagna Singolare - Doppio | Josiah Ritchie 8-6 2-6 6-3        | Norman Dicks            |               |                     |
| 21 aprile | Roehampton Hard Court Championships 1924 Roehampton, Gran Bretagna Singolare - Doppio |                                   |                         |               |                     |
| 26 aprile | Greenbrier Invitational 1924 White Sulphur Springs, USA Singolare - Doppio            | Samuel Howard Voshell 6-3 6-3 6-3 | George Carlton Shafer   |               |                     |
| 26 aprile | Greenbrier Invitational 1924 White Sulphur Springs, USA Singolare - Doppio            |                                   |                         |               |                     |
| 26 aprile | British Hard Court Championships 1924 Bournemouth, Gran Bretagna Singolare - Doppio   | Randolph Lycett 6-1 3-6 6-4 6-3   | Christiaan van Lennep   |               |                     |
| 26 aprile | British Hard Court Championships 1924 Bournemouth, Gran Bretagna Singolare - Doppio   |                                   |                         |               |                     |
| 28 aprile | North London Hard Court Championships 1924 Highbury, Gran Bretagna Singolare - Doppio | Henry George Mayes 7-5 6-2 6-3    | Gordon Crole-Rees       |               |                     |
| 28 aprile | North London Hard Court Championships 1924 Highbury, Gran Bretagna Singolare - Doppio |                                   |                         |               |                     |
| 29 aprile | Ojai Valley Championships 1924 Ojai, USA Singolare - Doppio                           | Bill Tilden                       | John Hennessey          |               |                     |
| 29 aprile | Ojai Valley Championships 1924 Ojai, USA Singolare - Doppio                           |                                   |                         |               |                     |

### Maggio
| Settimana | Torneo                                                                                     | Vincitore                                           | Finalista                 | Semifinalisti | Eliminati ai quarti |
| --------- | ------------------------------------------------------------------------------------------ | --------------------------------------------------- | ------------------------- | ------------- | ------------------- |
| 3 maggio  | Middle States Clay Court Championships 1924 Filadelfia, USA Terra rossa Singolare - Doppio | Bill Tilden 3-6 6-2 5-7 6-4 6-4                     | Manuel Alonso             |               |                     |
| 3 maggio  | Middle States Clay Court Championships 1924 Filadelfia, USA Terra rossa Singolare - Doppio | Richard Norris Williams Sam Hardy 2-6 6-3 6-2 12-10 | Bill Tilden Samuel Weiner |               |                     |
| 3 maggio  | Torneo di Aix-les-Bains 1924 Aix-les-Bains, Francia Singolare - Doppio                     | Henri Cochet 5-7 6-2 6-4 6-0                        | Charles Aeschliman        |               |                     |
| 3 maggio  | Torneo di Aix-les-Bains 1924 Aix-les-Bains, Francia Singolare - Doppio                     |                                                     |                           |               |                     |
| 16 maggio | Surrey Championships 1924 Surbiton, Gran Bretagna Singolare - Doppio                       | Hillyard 6-4 1-6 10-12 6-3 6-2                      | Henry George Mayes        |               |                     |
| 16 maggio | Surrey Championships 1924 Surbiton, Gran Bretagna Singolare - Doppio                       |                                                     |                           |               |                     |
| 19 maggio | North Side Championships 1924 University Heights, USA Singolare - Doppio                   | Elliott H. Binzen 6-2 6-4 4-6 2-6 6-4               | Frederick Anderson        |               |                     |
| 19 maggio | North Side Championships 1924 University Heights, USA Singolare - Doppio                   |                                                     |                           |               |                     |
| 26 maggio | Middlesex Championships 1924 Chiswick Park, Gran Bretagna Singolare - Doppio               | Spence 6-2 6-3                                      | Louis Raymond             |               |                     |
| 26 maggio | Middlesex Championships 1924 Chiswick Park, Gran Bretagna Singolare - Doppio               |                                                     |                           |               |                     |
| 26 maggio | West of England Championships 1924 Bristol, Gran Bretagna Singolare - Doppio               | Jack Condon 7-5 6-2 8-6                             | Frank Riseley             |               |                     |
| 26 maggio | West of England Championships 1924 Bristol, Gran Bretagna Singolare - Doppio               |                                                     |                           |               |                     |

### Giugno
| Settimana  | Torneo                                                                                  | Vincitore                                     | Finalista                   | Semifinalisti | Eliminati ai quarti |
| ---------- | --------------------------------------------------------------------------------------- | --------------------------------------------- | --------------------------- | ------------- | ------------------- |
| giugno     | Torneo di Saint George's Hill 1924 Weybridge, Gran Bretagna Singolare - Doppio          | Theodore Michel Mavrogordato 6-3 6-0          | Anthony Buzzard             |               |                     |
| giugno     | Torneo di Saint George's Hill 1924 Weybridge, Gran Bretagna Singolare - Doppio          |                                               |                             |               |                     |
| 2 giugno   | Orange Club Championships 1924 Mountain Station, USA Erba Singolare - Doppio            | Bill Tilden 4-6 7-5 3-6 6-0 6-2               | Dean Mathey                 |               |                     |
| 2 giugno   | Orange Club Championships 1924 Mountain Station, USA Erba Singolare - Doppio            |                                               |                             |               |                     |
| 2 giugno   | North London Championships 1924 Londra, Gran Bretagna Singolare - Doppio                | Algernon Kingscote 6-2 6-4 6-1                | Francis Marion Bates Fisher |               |                     |
| 2 giugno   | North London Championships 1924 Londra, Gran Bretagna Singolare - Doppio                |                                               |                             |               |                     |
| 6 giugno   | Rhode Island State Championships 1924 Providence, USA Terra rossa Singolare - Doppio    | Bill Tilden 6-0 6-4 6-1                       | Nathaniel Niles             |               |                     |
| 6 giugno   | Rhode Island State Championships 1924 Providence, USA Terra rossa Singolare - Doppio    |                                               |                             |               |                     |
| 6 giugno   | Kent Championships 1924 Beckenham, Gran Bretagna Singolare - Doppio                     | Algernon Kingscote 8-6 9-7 6-2                | Hillyard                    |               |                     |
| 6 giugno   | Kent Championships 1924 Beckenham, Gran Bretagna Singolare - Doppio                     |                                               |                             |               |                     |
| 8 giugno   | Eastern New York Clay Court Championships 1924 New York, USA Singolare - Doppio         | Elliott H. Binzen 6-3 2-6 6-4 7-5             | William Fiebleman           |               |                     |
| 8 giugno   | Eastern New York Clay Court Championships 1924 New York, USA Singolare - Doppio         |                                               |                             |               |                     |
| 10 giugno  | Brooklyn Championships 1924 Brooklyn, USA Singolare - Doppio                            | Jerry Lang 7-5 6-2 6-8 6-4                    | Seiichiro Kashio            |               |                     |
| 10 giugno  | Brooklyn Championships 1924 Brooklyn, USA Singolare - Doppio                            |                                               |                             |               |                     |
| 14 giugno  | New England Championships 1924 Hartford, USA Terra rossa Singolare - Doppio             | Bill Tilden 6-3 6-1 6-2                       | Nathaniel Niles             |               |                     |
| 14 giugno  | New England Championships 1924 Hartford, USA Terra rossa Singolare - Doppio             | Bill Tilden Arnold Jones 6-2 6-4 6-1          | H. H. Hyde Leland Wiley     |               |                     |
| 15 giugno  | Campionato francese di tennis 1924 Parigi, Francia Terra rossa Singolare - Doppio       | Jean Borotra 7-5 6-4 0-6 5-7 6-2              | René Lacoste                |               |                     |
| 15 giugno  | Campionato francese di tennis 1924 Parigi, Francia Terra rossa Singolare - Doppio       | Jean Borotra René Lacoste                     |                             |               |                     |
| 1-6 giugno | Irish Championships 1924 Dublino, Irlanda Singolare - Doppio                            | Louis Meldon 6-1 6-0 6-2                      | Edward McGuire              |               |                     |
| 1-6 giugno | Irish Championships 1924 Dublino, Irlanda Singolare - Doppio                            |                                               |                             |               |                     |
| 20 giugno  | Great Lakes Championships 1924 Buffalo, USA Terra rossa Singolare - Doppio              | Bill Tilden 3-6 7-5 6-1 4-6 8-6               | Alfred Chapin               |               |                     |
| 20 giugno  | Great Lakes Championships 1924 Buffalo, USA Terra rossa Singolare - Doppio              |                                               |                             |               |                     |
| 21 giugno  | Middle States Championships 1924 Filadelfia, USA Singolare - Doppio                     | Wallace Ford Johnson                          | Wallace Scott               |               |                     |
| 21 giugno  | Middle States Championships 1924 Filadelfia, USA Singolare - Doppio                     |                                               |                             |               |                     |
| 22 giugno  | New Jersey State Championships 1924 Montclair, USA Singolare - Doppio                   | Lindsay Dunham 1-6 6-2 6-3 6-1                | Percy Lloyd Kynaston        |               |                     |
| 22 giugno  | New Jersey State Championships 1924 Montclair, USA Singolare - Doppio                   |                                               |                             |               |                     |
| 23 giugno  | Queen's Club Championships 1924 Londra, Gran Bretagna Singolare - Doppio                | Gordon Lowe 3-6 8-6 6-3 6-2                   | Lawrence Rice               |               |                     |
| 23 giugno  | Queen's Club Championships 1924 Londra, Gran Bretagna Singolare - Doppio                |                                               |                             |               |                     |
| 23 giugno  | Massachusetts State Championships 1924 Boston, USA Singolare - Doppio                   | Nathaniel Niles                               | Algernon Kingscote          |               |                     |
| 23 giugno  | Massachusetts State Championships 1924 Boston, USA Singolare - Doppio                   |                                               |                             |               |                     |
| 29 giugno  | Metropolitan Clay Court Championships 1924 New York, USA Terra rossa Singolare - Doppio | Herbert Bowman                                | Elliott H. Binzen           |               |                     |
| 29 giugno  | Metropolitan Clay Court Championships 1924 New York, USA Terra rossa Singolare - Doppio |                                               |                             |               |                     |
| 30 giugno  | Queensboro Championships 1924 New York, USA Singolare - Doppio                          | Samuel Howard Voshell 5-7 7-5 6-1 2-6 6-1     | Percy Lloyd Kynaston        |               |                     |
| 30 giugno  | Queensboro Championships 1924 New York, USA Singolare - Doppio                          |                                               |                             |               |                     |
| 30 giugno  | Pacific Coast Championships 1924 Berkeley, USA Cemento Singolare - Doppio               | Howard Kinsey 2-6, 5-7, 6-2, 7-5, 6-4         | Clarence James Griffin      |               |                     |
| 30 giugno  | Pacific Coast Championships 1924 Berkeley, USA Cemento Singolare - Doppio               | Clarence James Griffin Howard Kinsey walkover | Roland Roberts Fottrels     |               |                     |

### Luglio
| Settimana | Torneo                                                                                   | Vincitore                                              | Finalista                        | Semifinalisti | Eliminati ai quarti |
| --------- | ---------------------------------------------------------------------------------------- | ------------------------------------------------------ | -------------------------------- | ------------- | ------------------- |
| luglio    | Canadian Championships 1924 Vancouver, Canada Singolare - Doppio                         | George Lott 6-3 7-5 6-1                                | Cyril Andrewes                   |               |                     |
| luglio    | Canadian Championships 1924 Vancouver, Canada Singolare - Doppio                         | Sam Hardy George Lott 6-?, 6-2, 6-4                    | Willard Crocker David R. Morrice |               |                     |
| luglio    | Tri-State Championships 1924 Cincinnati, USA Singolare - Doppio                          | George Lott 2-6 13-11 6-4 6-3                          | Paul C. Kunkel                   |               |                     |
| luglio    | Tri-State Championships 1924 Cincinnati, USA Singolare - Doppio                          | George Lott Jack Harris 6-3, 7-9, 6-4, 6-3             | Charles Garland Paul Kunkel      |               |                     |
| 2 luglio  | Torneo di Wimbledon 1924 Londra, Gran Bretagna Erba Singolare - Doppio                   | Jean Borotra 6-1 3-6 6-1 3-6 6-4                       | René Lacoste                     |               |                     |
| 2 luglio  | Torneo di Wimbledon 1924 Londra, Gran Bretagna Erba Singolare - Doppio                   | Frank Hunter Vincent Richards 6-3, 3-6, 8-10, 8-6, 6-3 | Richard Williams Watson Washburn |               |                     |
| 2 luglio  | Northern Championships 1924 Liverpool, Gran Bretagna Singolare - Doppio                  | Samuel Ernest Charlton 10-8 6-4 4-6 7-5                | Ireland                          |               |                     |
| 2 luglio  | Northern Championships 1924 Liverpool, Gran Bretagna Singolare - Doppio                  |                                                        |                                  |               |                     |
| 4 luglio  | Nassau Bowl 1924 Glen Cove, USA Singolare - Doppio                                       | Samuel Howard Voshell 6-3 6-3 6-8 0-6 6-4              | Pat O'Hara Wood                  |               |                     |
| 4 luglio  | Nassau Bowl 1924 Glen Cove, USA Singolare - Doppio                                       |                                                        |                                  |               |                     |
| 6 luglio  | Western Championships 1924 Indianapolis, USA Terra rossa Singolare - Doppio              | Bill Tilden 6-2 6-1 6-2                                | John Hennessey                   |               |                     |
| 6 luglio  | Western Championships 1924 Indianapolis, USA Terra rossa Singolare - Doppio              |                                                        |                                  |               |                     |
| 7 luglio  | East of England Championships 1924 Felixstowe, Gran Bretagna Singolare - Doppio          | Donald M. Greig 6-4 7-5 6-2                            | Leonard Lyle                     |               |                     |
| 7 luglio  | East of England Championships 1924 Felixstowe, Gran Bretagna Singolare - Doppio          |                                                        |                                  |               |                     |
| 7 luglio  | Sussex Championships 1924 Brighton, Gran Bretagna Singolare - Doppio                     | Hillyard 1-6 6-4 6-1 7-5                               | Leighton Crawford                |               |                     |
| 7 luglio  | Sussex Championships 1924 Brighton, Gran Bretagna Singolare - Doppio                     |                                                        |                                  |               |                     |
| 8 luglio  | Welsh Championships 1924 Newport, Gran Bretagna Singolare - Doppio                       | Gordon Crole-Rees 6-4 6-4 10-8                         | John Mycroft Boucher             |               |                     |
| 8 luglio  | Welsh Championships 1924 Newport, Gran Bretagna Singolare - Doppio                       |                                                        |                                  |               |                     |
| 12 luglio | New York State Championships 1924 Syracuse, USA Singolare - Doppio                       | Kirk Reid 6-4 2-6 6-3 6-2                              | Herbert Bowman                   |               |                     |
| 12 luglio | New York State Championships 1924 Syracuse, USA Singolare - Doppio                       |                                                        |                                  |               |                     |
| 14 luglio | U.S. Men's Clay Court Championships 1924 Saint Louis, USA Terra rossa Singolare - Doppio | Bill Tilden 6-2 6-1 6-1                                | Harvey Snodgrass                 |               |                     |
| 14 luglio | U.S. Men's Clay Court Championships 1924 Saint Louis, USA Terra rossa Singolare - Doppio | Howard Kinsey Robert Kinsey 6-4 7-5 6-2                | Bill Tilden Sandy Wiener         |               |                     |
| 14 luglio | Torneo di Frinton-on-Sea 1924 Frinton-on-Sea, Gran Bretagna Singolare - Doppio           | Gordon Lowe 6-2 6-4                                    |                                  |               |                     |
| 14 luglio | Torneo di Frinton-on-Sea 1924 Frinton-on-Sea, Gran Bretagna Singolare - Doppio           |                                                        |                                  |               |                     |
| 19 luglio | Quaker Ridge Championships 1924 New Rochelle, USA Singolare - Doppio                     | Herbert Bowman 4-6 8-6 0-6 6-0 6-1                     | John Whitbeck                    |               |                     |
| 19 luglio | Quaker Ridge Championships 1924 New Rochelle, USA Singolare - Doppio                     |                                                        |                                  |               |                     |
| 19 luglio | Longwood Bowl 1924 Brookline, USA Singolare - Doppio                                     | Fredric Mercur 4-6 1-6 6-4 6-3 6-4                     | Lawrence Rice                    |               |                     |
| 19 luglio | Longwood Bowl 1924 Brookline, USA Singolare - Doppio                                     |                                                        |                                  |               |                     |
| 21 luglio | Tennis ai Giochi della VIII Olimpiade Parigi, Francia Terra rossa Singolare - Doppio     | Vincent Richards 6-4 6-4 5-7 4-6 6-2                   | Henri Cochet                     |               |                     |
| 21 luglio | Tennis ai Giochi della VIII Olimpiade Parigi, Francia Terra rossa Singolare - Doppio     |                                                        |                                  |               |                     |
| 21 luglio | Illinois State Championships 1924 Glencoe, USA Erba Singolare - Doppio                   | Bill Tilden 6-1 0-6 6-4 6-3                            | Howard Kinsey                    |               |                     |
| 21 luglio | Illinois State Championships 1924 Glencoe, USA Erba Singolare - Doppio                   | Pat O'Hara Wood Gerald Patterson 6-3 3-6 6-3 6-4       | Howard Kinsey Robert Kinsey      |               |                     |
| 22 luglio | Midland Counties Championships 1924 Edgbaston, Gran Bretagna Singolare - Doppio          | Hillyard 6-4 7-5 6-4                                   | Gordon Crole-Rees                |               |                     |
| 22 luglio | Midland Counties Championships 1924 Edgbaston, Gran Bretagna Singolare - Doppio          |                                                        |                                  |               |                     |
| 28 luglio | Northumberland Championships 1924 Newcastle, Gran Bretagna Singolare - Doppio            | Cecim J. Tindell Green 6-1 6-4                         | Maurice Summerson                |               |                     |
| 28 luglio | Northumberland Championships 1924 Newcastle, Gran Bretagna Singolare - Doppio            |                                                        |                                  |               |                     |
| 29 luglio | Metropolitan Grass Court Championships 1924 New York, USA Singolare - Doppio             | Gerald Patterson 6-4 6-4 6-2                           | Harvey Snodgrass                 |               |                     |
| 29 luglio | Metropolitan Grass Court Championships 1924 New York, USA Singolare - Doppio             |                                                        |                                  |               |                     |

### Agosto
| Settimana | Torneo                                                                                 | Vincitore                                | Finalista                     | Semifinalisti | Eliminati ai quarti |
| --------- | -------------------------------------------------------------------------------------- | ---------------------------------------- | ----------------------------- | ------------- | ------------------- |
| agosto    | North of England Championships 1924 Scarborough, Gran Bretagna Singolare - Doppio      | Louis Raymond 6-2 6-3 6-3                | Mohammed Sleem                |               |                     |
| agosto    | North of England Championships 1924 Scarborough, Gran Bretagna Singolare - Doppio      |                                          |                               |               |                     |
| agosto    | Queensland Championships 1924 Brisbane, Australia Singolare - Doppio                   | Jack Cummings 6-4 2-6 6-2 6-4            | Edgar Moon                    |               |                     |
| agosto    | Queensland Championships 1924 Brisbane, Australia Singolare - Doppio                   |                                          |                               |               |                     |
| agosto    | West Sussex Championships 1924 Bognor Regis, Gran Bretagna Singolare - Doppio          | John Brian Gilbert 6-4 6-1               | Scotter Owen                  |               |                     |
| agosto    | West Sussex Championships 1924 Bognor Regis, Gran Bretagna Singolare - Doppio          |                                          |                               |               |                     |
| 1º agosto | Seabright Invitational 1924 Seabright, USA Erba Singolare - Doppio                     | Howard Kinsey 6-1 3-6 6-3 1-6 6-3        | William Johnston              |               |                     |
| 1º agosto | Seabright Invitational 1924 Seabright, USA Erba Singolare - Doppio                     |                                          |                               |               |                     |
| 4 agosto  | Suffolk Championships 1924 Saxmundham, Gran Bretagna Singolare - Doppio                | Randolph Lycett 7-5 7-5                  | Donald M. Greig               |               |                     |
| 4 agosto  | Suffolk Championships 1924 Saxmundham, Gran Bretagna Singolare - Doppio                |                                          |                               |               |                     |
| 4 agosto  | Hampshire Championships 1924 Bournemouth, Gran Bretagna Singolare - Doppio             | James Bayley 6-4 6-3                     | Francis Marion Bates Fisher   |               |                     |
| 4 agosto  | Hampshire Championships 1924 Bournemouth, Gran Bretagna Singolare - Doppio             |                                          |                               |               |                     |
| 8 agosto  | Southampton Invitation 1924 Southampton, USA Singolare - Doppio                        | Howard Kinsey 3-6 4-6 6-4 6-1 6-3        | Harvey Snodgrass              |               |                     |
| 8 agosto  | Southampton Invitation 1924 Southampton, USA Singolare - Doppio                        |                                          |                               |               |                     |
| 8 agosto  | Southern California Championships 1924 Los Angeles, USA Cemento Singolare - Doppio     | Bill Tilden 2-6 6-4 6-3                  | Alfred Chapin                 |               |                     |
| 8 agosto  | Southern California Championships 1924 Los Angeles, USA Cemento Singolare - Doppio     | Rolnad Roberts Wallace Bates 8-6 7-5 6-0 | Alfred Chapin C. Miles Beinke |               |                     |
| 11 agosto | Derbyshire Championships 1924 Buxton, Gran Bretagna Singolare - Doppio                 | Charles Kingsley 6-1 6-4                 | Keats Lester                  |               |                     |
| 11 agosto | Derbyshire Championships 1924 Buxton, Gran Bretagna Singolare - Doppio                 |                                          |                               |               |                     |
| 16 agosto | Atlantic Coast Invitational 1924 Ocean City, USA Singolare - Doppio                    | Herbert Bowman                           | non conosciuta (bandiera)     |               |                     |
| 16 agosto | Atlantic Coast Invitational 1924 Ocean City, USA Singolare - Doppio                    |                                          |                               |               |                     |
| 17 agosto | Newport Casino Trophy 1924 Newport, USA Singolare - Doppio                             | William Johnston 6-2 6-2 6-2             | Harvey Snodgrass              |               |                     |
| 17 agosto | Newport Casino Trophy 1924 Newport, USA Singolare - Doppio                             |                                          |                               |               |                     |
| 25 agosto | Torneo di Budleigh Salterton 1924 Budleigh Salterton, Gran Bretagna Singolare - Doppio | Louis Raymond 6-2 6-4                    | Sydney M. Jacob               |               |                     |
| 25 agosto | Torneo di Budleigh Salterton 1924 Budleigh Salterton, Gran Bretagna Singolare - Doppio |                                          |                               |               |                     |

### Settembre
| Settimana    | Torneo                                                                                | Vincitore                                           | Finalista                        | Semifinalisti | Eliminati ai quarti |
| ------------ | ------------------------------------------------------------------------------------- | --------------------------------------------------- | -------------------------------- | ------------- | ------------------- |
| 1º settembre | Cinque Ports Championships 1924 Folkestone, Gran Bretagna Singolare - Doppio          | Charles Kingsley 6-0 6-1 7-5                        | H.S. Job                         |               |                     |
| 1º settembre | Cinque Ports Championships 1924 Folkestone, Gran Bretagna Singolare - Doppio          |                                                     |                                  |               |                     |
| 1º settembre | Torneo di Evian-les-Bains 1924 Évian-les-Bains, Francia Singolare - Doppio            | Henri Cochet 6-2 6-1 6-1                            | Barbas                           |               |                     |
| 1º settembre | Torneo di Evian-les-Bains 1924 Évian-les-Bains, Francia Singolare - Doppio            |                                                     |                                  |               |                     |
| 3 settembre  | U.S. National Championships 1924 Filadelfia, USA Erba Singolare - Doppio              | Bill Tilden 6-1 9-7 6-2                             | William Johnston                 |               |                     |
| 3 settembre  | U.S. National Championships 1924 Filadelfia, USA Erba Singolare - Doppio              | Howard Kinsey Robert Kinsey 7-5, 5-7, 7-9, 6-3, 6-4 | Gerald Patterson Pat O'Hara Wood |               |                     |
| 8 settembre  | South of England Championships 1924 Eastbourne, Gran Bretagna Singolare - Doppio      | Mohammed Sleem 6-2 6-1 6-1                          | Gordon Lowe                      |               |                     |
| 8 settembre  | South of England Championships 1924 Eastbourne, Gran Bretagna Singolare - Doppio      |                                                     |                                  |               |                     |
| 13 settembre | Southern New York Championships 1924 Rye, USA Singolare - Doppio                      | Robert Kinsey                                       | Daley                            |               |                     |
| 13 settembre | Southern New York Championships 1924 Rye, USA Singolare - Doppio                      |                                                     |                                  |               |                     |
| 15 settembre | Gleneagles Hard Court Championships 1924 Gleneagles, Gran Bretagna Singolare - Doppio | Mohammed Sleem 6-0 6-1                              | Francis Marion Bates Fisher      |               |                     |
| 15 settembre | Gleneagles Hard Court Championships 1924 Gleneagles, Gran Bretagna Singolare - Doppio |                                                     |                                  |               |                     |
| 22 settembre | Castle Point Trophy 1924 Hoboken, USA Singolare - Doppio                              | Frederick Anderson 6-2 6-4 7-5                      | Cawse                            |               |                     |
| 22 settembre | Castle Point Trophy 1924 Hoboken, USA Singolare - Doppio                              |                                                     |                                  |               |                     |

### Ottobre
| Settimana | Torneo                                                                            | Vincitore                      | Finalista        | Semifinalisti | Eliminati ai quarti |
| --------- | --------------------------------------------------------------------------------- | ------------------------------ | ---------------- | ------------- | ------------------- |
| 9 ottobre | British Covered Court Championships 1924 Londra, Gran Bretagna Singolare - Doppio | Patrick Spence 6-2 6-2 4-6 6-4 | Patrick Wheatley |               |                     |
| 9 ottobre | British Covered Court Championships 1924 Londra, Gran Bretagna Singolare - Doppio |                                |                  |               |                     |

### Novembre
| Settimana  | Torneo                                                                   | Vincitore                        | Finalista     | Semifinalisti | Eliminati ai quarti |
| ---------- | ------------------------------------------------------------------------ | -------------------------------- | ------------- | ------------- | ------------------- |
| novembre   | Victorian Championships 1924 Melbourne, Australia Singolare - Doppio     | Gerald Patterson 6-3 10-8 9-7    | Jack Cummings |               |                     |
| novembre   | Victorian Championships 1924 Melbourne, Australia Singolare - Doppio     |                                  |               |               |                     |
| 4 novembre | Mexican Championships 1924 Città del Messico, Messico Singolare - Doppio | Vincent Richards 3-6 6-2 7-5 6-4 | Howard Kinsey |               |                     |
| 4 novembre | Mexican Championships 1924 Città del Messico, Messico Singolare - Doppio |                                  |               |               |                     |

### Dicembre
| Settimana   | Torneo                                                                    | Vincitore                            | Finalista          | Semifinalisti | Eliminati ai quarti |
| ----------- | ------------------------------------------------------------------------- | ------------------------------------ | ------------------ | ------------- | ------------------- |
| dicembre    | Bristol Cup 1924 Cannes, Francia Singolare - Doppio                       | Albert Burke 7–5, 1–6, 6–4, 6–1      | Roman Najuch       |               |                     |
| dicembre    | Bristol Cup 1924 Cannes, Francia Singolare - Doppio                       |                                      |                    |               |                     |
| 22 dicembre | Metropole Club Championships 1924 Cannes, Francia Singolare - Doppio      | Henry George Mayes 6-0 6-2 0-6 6-3   | Jimmy Van Alen     |               |                     |
| 22 dicembre | Metropole Club Championships 1924 Cannes, Francia Singolare - Doppio      |                                      |                    |               |                     |
| 22 dicembre | Coupe de Noel 1924 Parigi, Francia Parquet indoor Singolare - Doppio      | René Lacoste 8-6 6-0 6-3             | Jean Borotra       |               |                     |
| 22 dicembre | Coupe de Noel 1924 Parigi, Francia Parquet indoor Singolare - Doppio      |                                      |                    |               |                     |
| 24 dicembre | New Zealand Championships 1924 Auckland, Nuova Zelanda Singolare - Doppio | Geoffrey Morton Ollivier 6-2 6-0 6-0 | John T. Laurenson  |               |                     |
| 24 dicembre | New Zealand Championships 1924 Auckland, Nuova Zelanda Singolare - Doppio | A.W. Fortheringham E.B.W. Smyth      |                    |               |                     |
| 25 dicembre | Monegasque Championships 1924 Monte Carlo, Monte Carlo Singolare - Doppio | C.J. Brierley 6-2 1-6 7-5 6-3        | Arthur M. Lovibond |               |                     |
| 25 dicembre | Monegasque Championships 1924 Monte Carlo, Monte Carlo Singolare - Doppio |                                      |                    |               |                     |
| 29 dicembre | Metropole Club First Meeting 1924 Cannes, Francia Singolare - Doppio      | Cholmondley 6-3 6-3 6-4              | Henry George Mayes |               |                     |
| 29 dicembre | Metropole Club First Meeting 1924 Cannes, Francia Singolare - Doppio      |                                      |                    |               |                     |

## Senza data
| Settimana  | Torneo                                                                            | Vincitore       | Finalista                 | Semifinalisti | Eliminati ai quarti |
| ---------- | --------------------------------------------------------------------------------- | --------------- | ------------------------- | ------------- | ------------------- |
| Senza data | Torneo di La Jolla 1924 La Jolla, USA Singolare - Doppio                          | Harold Godshall | non conosciuta (bandiera) |               |                     |
| Senza data | Torneo di La Jolla 1924 La Jolla, USA Singolare - Doppio                          |                 |                           |               |                     |
| Senza data | Queen's Covered Court Championships 1924 Londra, Gran Bretagna Singolare - Doppio | Jean Borotra    | non conosciuta (bandiera) |               |                     |
| Senza data | Queen's Covered Court Championships 1924 Londra, Gran Bretagna Singolare - Doppio |                 |                           |               |                     |
|            | World Pro Championships 1924 , Singolare - Doppio                                 | Albert Burke    | non conosciuta (bandiera) |               |                     |
|            | World Pro Championships 1924 , Singolare - Doppio                                 |                 |                           |               |                     |